# Escola catedralícia

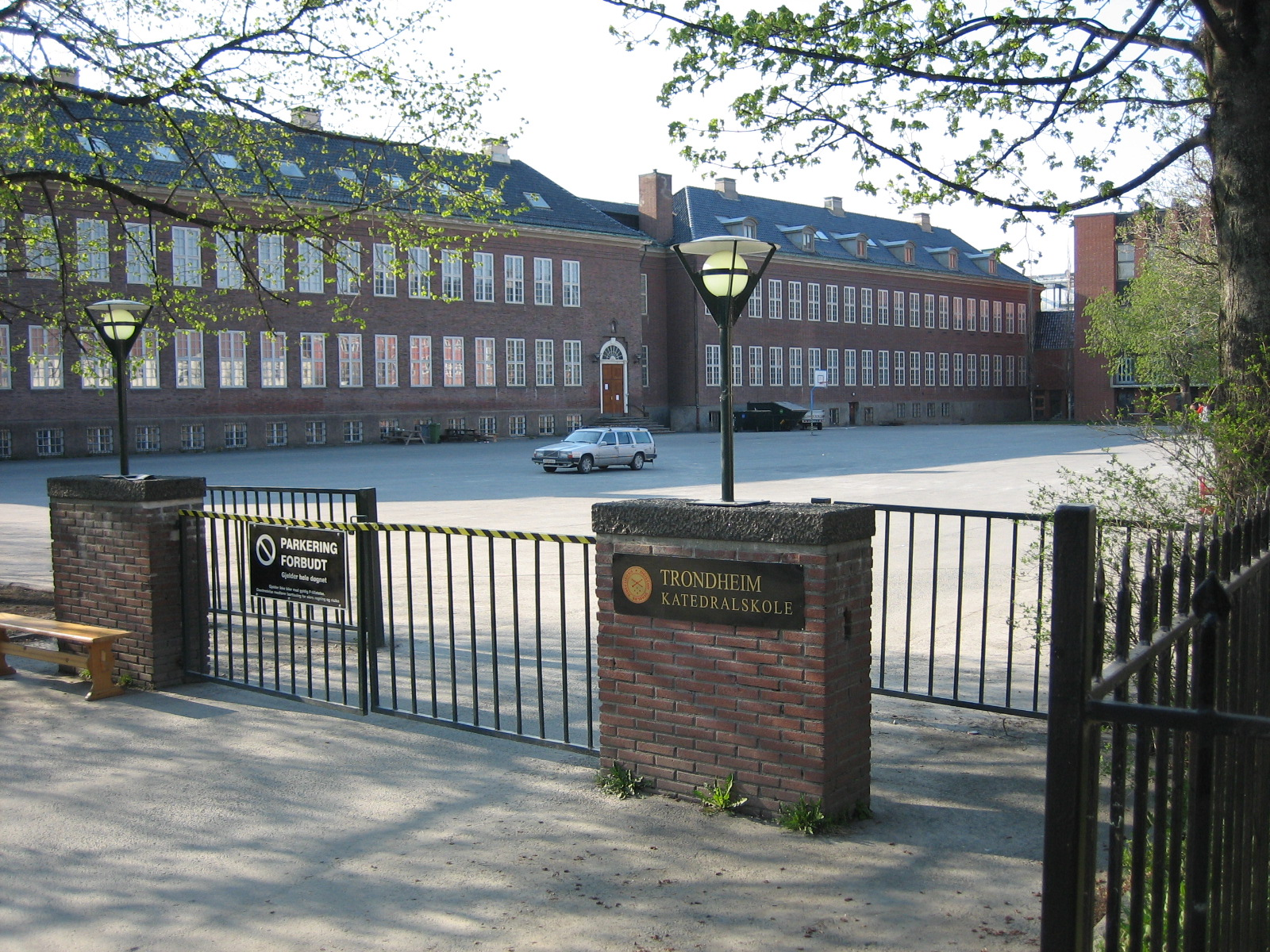
L'Escola Catedralícia de Trondheim, fundada el 1152, és l'escola més antiga de Noruega. Avui funciona com un institut de educació secundària.

Una escola catedralícia o episcopal és una institució d'origen medieval que es desenvolupa al voltant de les biblioteques de les catedrals europees amb la funció específica de la formació del clergat. El seu origen està en les escoles municipals romanes, les quals, després de la caiguda de l'Imperi Romà d'Occident i la subsegüent desaparició de les institucions romanes, acaben per adherir-se a l'Església, única organització que sobreviu a la dissolució imperial.
Durant el renaixement carolingi es posen les bases per a la reorganització d'aquestes institucions, que adopten estructures similars a la de l'Escola Palatina d'Aquisgrà, fundada pel mateix Carlemany i dirigida pel seu conseller Alcuí de York. Aquestes primeres escoles són la llavor de la qual sortirà la reforma gregoriana, i, amb ella, la plenitud de les escoles catedralícies. Definitivament adopten el sistema d'ensenyament basat en els estudis de les arts liberals, segons l'esquema didàctic ideat per Severino Boecio. Aquests estudis eren previs a les disciplines eclesiàstiques pròpiament dites: Teologia, Apologètica, Sagrades Escriptures i Dret.
Quan comencen a aplicar-se els principis de la ref orma gregoriana, aquestes escoles i els seus alumnes van a poc a poc separant-se del poder civil per dos mitjans: aconsegueixen de l'Església (de cada bisbat) exempcions i mitjans suficients, i de les autoritats civils, l'estatut gremial d'estudiants i mestres... això és l'inici de la major part de les universitats medievals.
Hi va haver escoles catedralícies de gran importància en tota la Cristiandat, encara que destaquen especialment les de Chartres, París, Reims i Tolosa a França, la d'Oxford a Anglaterra, la de Salamanca a Lleó, la de Palència a Castella, la de Lleida a Aragó, la de Leipzig al Sacre Imperi Romanogermànic, les de Pisa i Siena a Itàlia... la major part d'elles es convertiren, al llarg del segle xiii, en Estudis Generals i, més endavant, moltes d'aquestes en universitats.
De tota manera, no totes aquestes institucions arriben a constituir-se en Estudis Generals, de manera que sobreviuen fins al Concili de Trento els cànons les recomponen per formar els seminaris majors.